# Notogalumna nortoni
Notogalumna nortoni är en kvalsterart som beskrevs av K. Ramani och Haq 1990. Notogalumna nortoni ingår i släktet Notogalumna och familjen Galumnidae. Inga underarter finns listade i Catalogue of Life.